# Anolis soinii
Anolis soinii — вид ігуаноподібних ящірок родини анолісових (Dactyloidae). Мешкає в Еквадорі і Перу.

## Поширення і екологія
Anolis soinii мешкають в провінції Самора-Чинчипе на південному сході Еквадору та в регіоні Сан-Мартін на північному сході Перу. Вони живуть в гірських хмарних лісах Анд, на висоті від 1674 до 1970 м над рівнем моря.